# 13718 Welcker
13718 Welcker eller 1998 QR43 är en asteroid i huvudbältet som upptäcktes den 17 augusti 1998 av LINEAR i Socorro County, New Mexico.  Den är uppkallad efter Kelydra Elizabeth Welcker.
Asteroiden har en diameter på ungefär 2 kilometer.